# Keene Charles Motukisi
Keene Charles Motukisi (* 1. Januar 1991) ist ein botswanischer Sprinter.

## Sportliche Laufbahn
Erste Erfahrungen bei internationalen Meisterschaften sammelte Keene Charles Motukisi bei der Sommer-Universiade 2011 in Shenzhen, bei der er im 100-Meter-Lauf mit 11,15 s in der ersten Runde ausschied. Zudem belegte er mit der botswanischen 4-mal-100-Meter-Staffel in 41,73 s den fünften Platz und kam in der 4-mal-400-Meter-Staffel im Vorlauf zum Einsatz. Zwei Jahre später gelangte er bei den Studentenweltspielen im 100- und 200-Meter-Lauf jeweils bis in das Viertelfinale, in dem er mit 10,72 s bzw. 21,87 s ausschied. Zudem erreichte er mit der 4-mal-400-Meter-Staffel in 3:15,75 min den sechsten Platz. 2016 gelangte er bei den Afrikameisterschaften in Durban über 100 Meter bis in das Halbfinale und schied dort mit 10,58 s aus. Zudem belegte er mit der 4-mal-100-Meter-Staffel in 40,40 s den siebten Platz. Zwei Jahre später schied er bei den Afrikameisterschaften in Asaba über 100 Meter mit 10,78 s in der ersten Runde aus und gelangte über 200 Meter bis in das Halbfinale, in dem er mit 21,54 s ausschied. 2019 nahm er erstmals an den Afrikaspielen in Rabat teil und gelangte dort über 100 Meter bis in das Halbfinale und schied dort mit 10,71 s aus. Zudem belegte er mit der 4-mal-100-Meter-Staffel in 39,52 s den fünften Platz.
2019 wurde Motukisi botswanischer Meister im 100-Meter-Lauf.

## Persönliche Bestzeiten
- 100 Meter: 10,34 s (+1,8 m/s), 11. März 2017 in Francistown
- 200 Meter: 21,17 s (+0,6 m/s), 15. März 2017 in Potchefstroom